# Furnas
Furnas es una freguesia portuguesa perteneciente al municipio de Povoação, situado en la Isla de São Miguel, Región Autónoma de Azores.

## Geografía
Posee un área de 33,88 km² y una población total de 1 541 habitantes (2001). La densidad poblacional asciende a 45,5 hab/km². Se encuentra a una latitud de 37° 46' N y una longitud 25° 19′ O. La freguesia se encuentra a 303 m s. n. m. El océano Atlántico se encuentra al sur de la freguesia mientras que las montañas al norte.
La Laguna de Furnas es un lago natural formado junto a la población, siendo el accidente geográfico más característico de la población.

## Economía
La actividad económica principal es la agricultura y el turismo. En su proximidad se encuentra el Jardín Botánico Terra Nostra Garden.

## Historia
Una de las primeras referencias a Furnas vino de la cosecha de árboles en el valle de Furnas, con el fin de ayudar a la construcción de muchas de las casas destruidas por los terremotos de 1522 y deslizamientos de tierra en Vila Franca do Campo. Esto incluye numerosos árboles utilizados para volver a edificar a la iglesia parroquial por el capitán Donatário Rui Gonçalves. En 1553, entonces el capitán Donatário D. Manuel da Câmara, emitió un informe para volver a plantar estos árboles después de que fueron deforestados casi, y los caminos se ampliaron en virtud de su hijo, Rui Gonçalves da Câmara, con el fin de desarrollar el área, permitiendo que el pastoreo de ganado en el valle después de 1577.
Aún durante el mandato de Manuel da Camara, el gobernador de la isla de São Miguel, se construyó una capilla a la advocación de Nuestra Señora de la Consolación en 1613, y la pequeña residencia para el sacerdote local, que fue el responsable de masas y la iluminación diaria de una lámpara en la sacristía. Casas de pronto aparecieron en el área alrededor de 1615, y un pequeño convento fue construido cerca de la capilla. En 1630, como consecuencia de la erupción volcánica en el valle, la zona se despobló. Pero, a raíz de estos hechos nuevos colonos regresaron al valle de Furnas (en su mayoría de Ponta Garça, Povoação, Vila Franca do Campo y Maia) como la tierra se convirtió en fértil y capaz de sostener a una población más grande. Nuevas carreteras se construyeron entre 1682-1683, por orden del Barón de Larangeiras.
En 1832, un colono inglés desconocido compró una parcela grande alrededor del lago del cráter para construir una casa, pero lamentablemente la abandonó y la vendió al cónsul general en Ponta Delgada, llamado Viñas, en 1855. El señor Viñas construyó una casa de verano, con jardín, que llamó Grenå en honor de las relaciones familiares de su esposa.

## Tradiciones
Entre la gastronomía típica de Furnas destaca el Cozido à portuguesa, compuesto principalmente de verduras, algo de carne y arroz. El método tradicional de cocción se realiza mediante la introducción de la olla en un hoyo del suelo, mientras que la actividad volcánica del subsuelo lo calienta.
Esta actividad volcánica se aprecia en la llamadas Caldeiras (charcos de agua hirviente que desprenden vapor), éstas son la principal atracción de Furnas y caracterizan el lugar. Esta agua de azufre, de aparencia no potable, se usa para la elaboración de comidas y bebidas del lugar, como el té.

## Lugares de interés
- Capilla de Nuestra Señora de las Victorias: Pequeña iglesia gótica situada en la orilla del lago, construida en el siglo XIX.
- Caldeiras: Zona encharcada de la cual emana el azufre y el agua hirviendo debido a la actividad volcánica del lugar.
- Jardín Botánico Terra Nostra Garden: Espectacular jardín del hotel Terra Nostra Garden con especies de árboles y plantas de diversas clases y lugares del mundo.
- Laguna de Furnas: Lago natural situado a las afueras de la localidad.
- Ermita Nossa Senhora das Vitorias: Ubicada junto al lago y rodeada de naturaleza, esta iglesia se distingue por su arquitectura única y ofrece entrada a un jardín botánico.
- Mirador de Pico do Ferro: ofrece vistas impresionantes del valle de Furnas, permitiendo ver el cráter del lago desde arriba. [2]

## Galería de imágenes

Vista general de Furnas y sus alrededores.
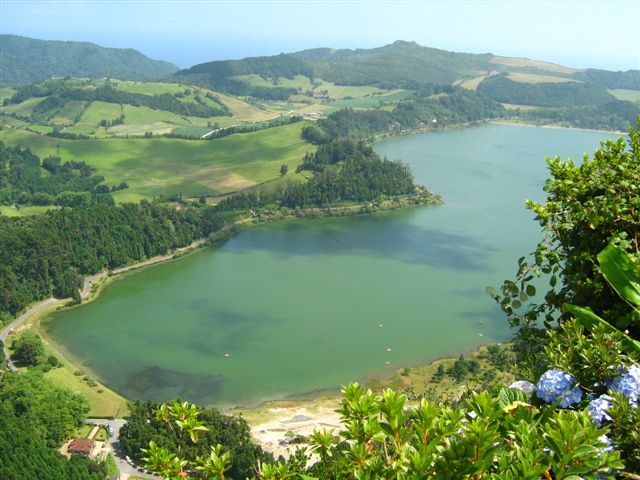
Lago de Furnas.
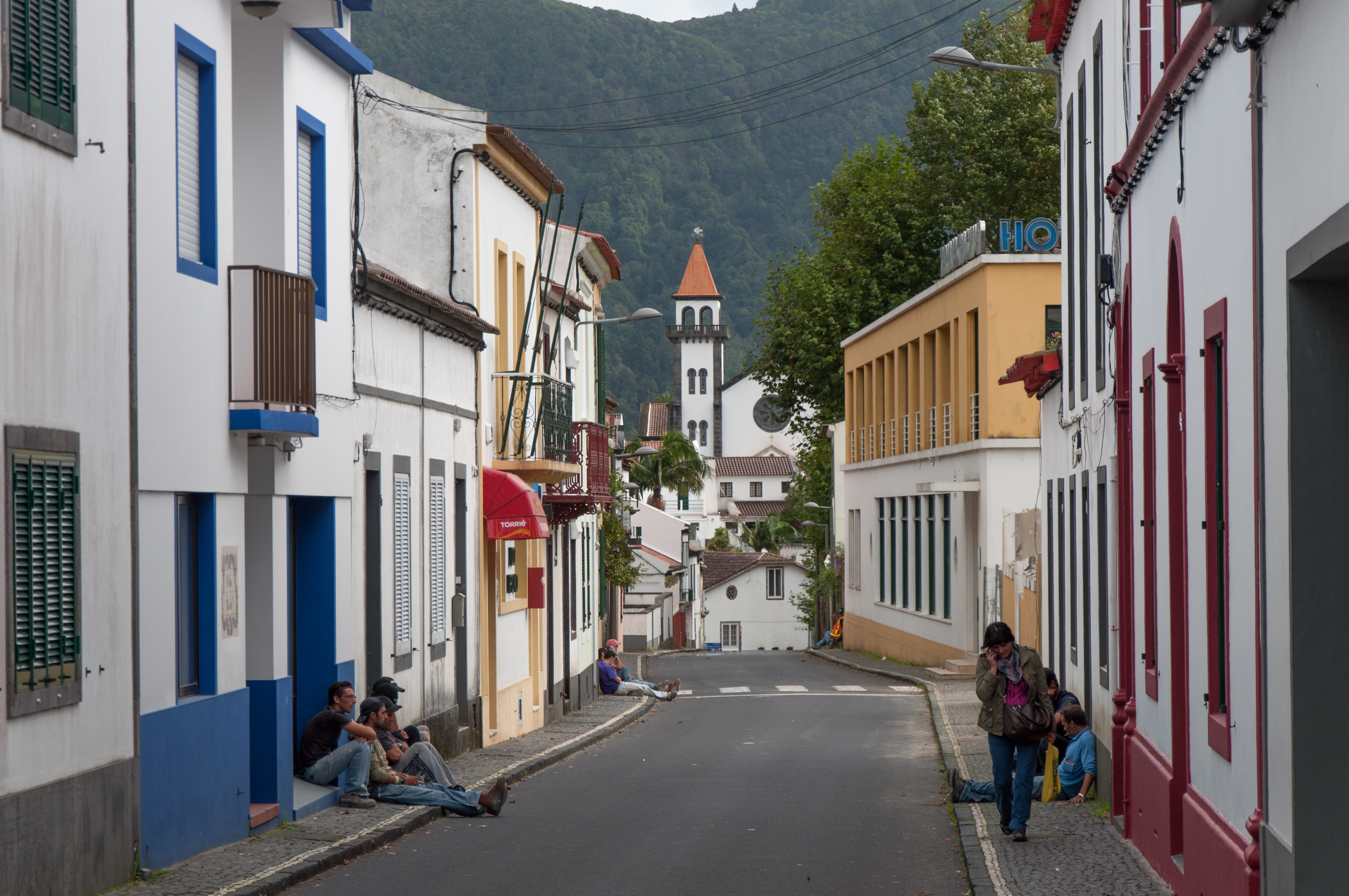
Calle de Furnas.
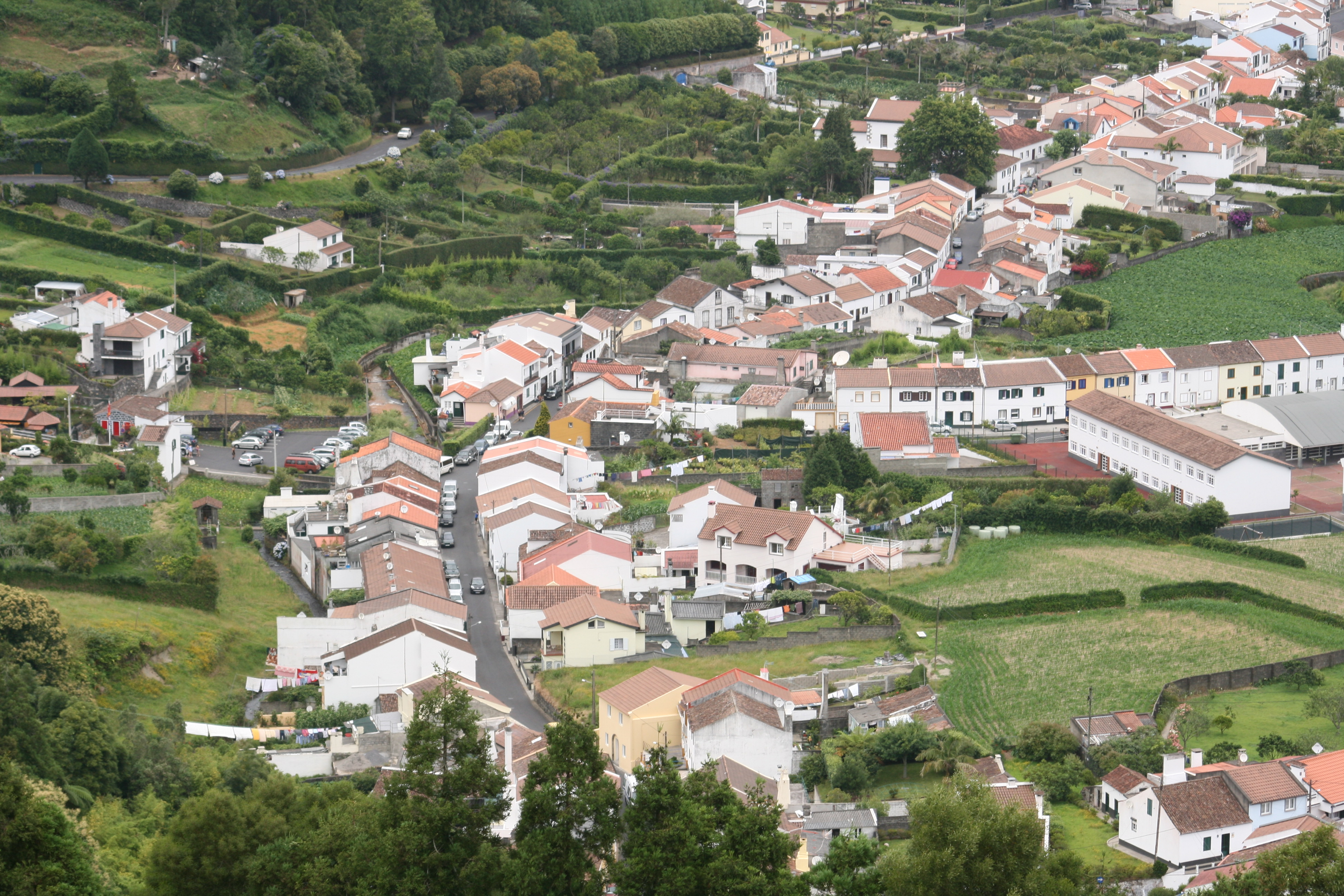
Vista general.
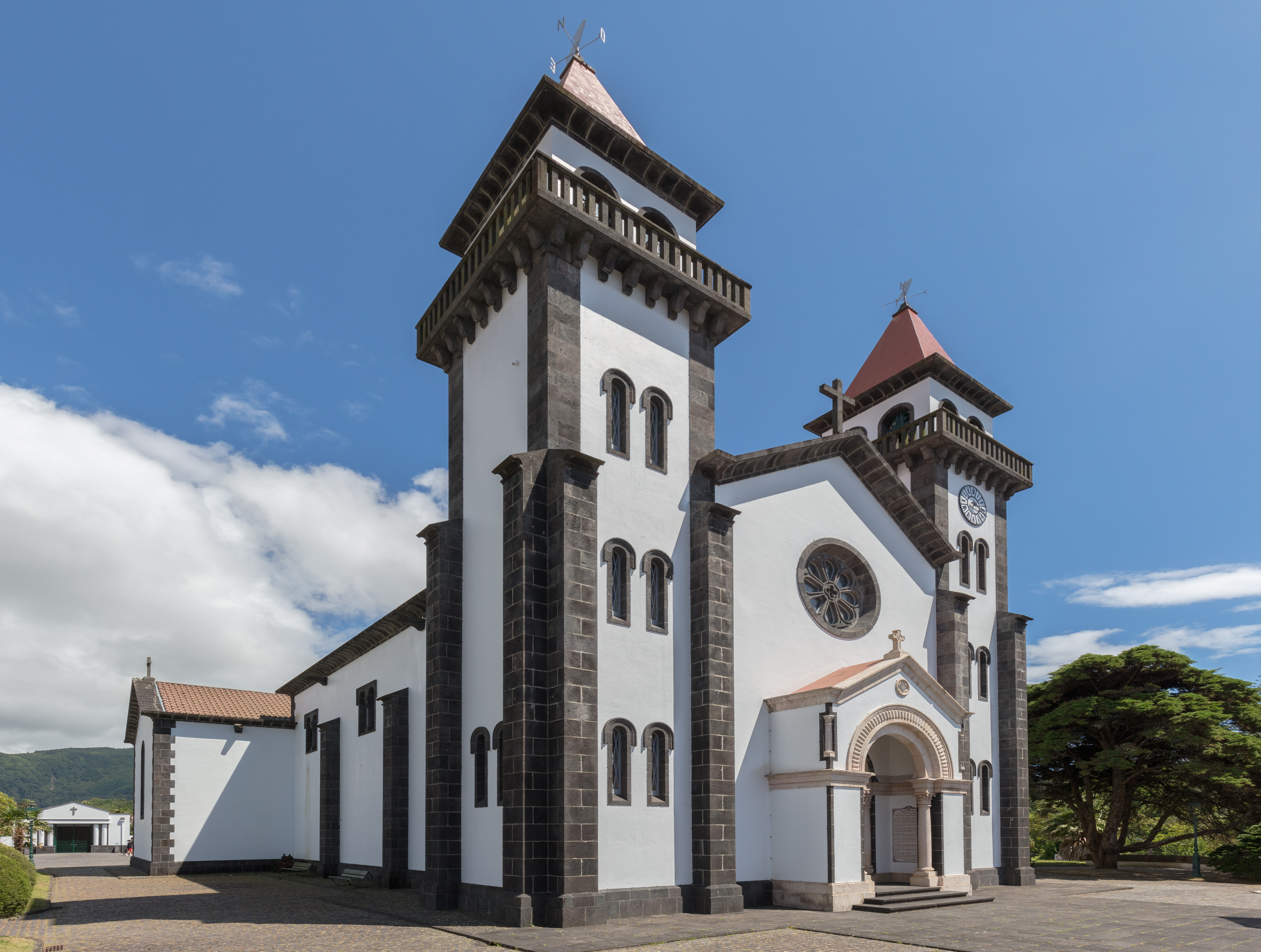
Iglesia de Nuestra Señora de la Alegría.